# Uniwersytet Kreteński
Uniwersytet Kreteński (gr. Πανεπιστήμιο Κρήτης) – grecka publiczna uczelnia wyższa, zlokalizowana w Retimnie i Heraklionie.

## Charakterystyka
Uczelnia została utworzona w 1973 roku. W jej skład wchodzi 5 wydziałów i 16 zakładów, a także stanowiące samodzielne jednostki Obserwatorium Skinakas, Muzeum Historii Naturalnej oraz Szpital Uniwersytecki. Kampusy uniwersytetu zlokalizowane są w Retimnie (głównie nauki humanistyczne i społeczne) oraz w Heraklionie (nauki ścisłe, przyrodnicze oraz medyczne).
- Wydział Filozofii
  - Zakład Filozofii i Studiów Społecznych
  - Zakład Historii i Archeologii
  - Zakład Filologii
- Wydział Pedagogiki
  - Zakład Nauczania Podstawowego
  - Zakład Nauczania Przedszkolnego
- Wydział Nauk Społecznych, Ekonomicznych i Politycznych
  - Zakład Ekonomii
  - Zakład Psychologii
  - Zakład Socjologii
  - Zakład Nauk Politycznych
- Wydział Nauk Ścisłych i Inżynieryjnych
  - Zakład Matematyki i Matematyki Stosowanej
  - Zakład Biologii
  - Zakład Chemii
  - Zakład Fizyki
  - Zakład Nauk Komputerowych
  - Zakład Badań Materiałowych i Technologii
- Wydział Medycyny